# مدخرات وقائية
المدخرات الوقائية هي مدخرات (عدم إنفاق جزء من الدخل) تطرأ استجابةً للشك المتعلق بالدخل المستقبلي. يرتفع الدافع الوقائي لتأجيل الاستهلاك والادخار في الفترة الحالية بسبب عدم اكتمال أسواق التأمين. وبالتالي، لن يتمكن الأفراد من التأمين ضد حالات الاقتصاد السيئة في المستقبل. ويترقبون نقصًا في دخلهم في حال حدوث تلك الحالة السيئة. لتلافي الآثار السلبية لتقلبات الدخل المستقبلية والاحتفاظ بمسار انسيابي للاستهلاك، يوفر البعض مخزونًا احترازيًا، يُدعى بالمدخرات الوقائية، وذلك بتقليل الاستهلاك في الفترة الحالية، والرجوع له في حال حدوث الحالة السيئة في المستقبل.

## مفهوم أساسي
أدرك الاقتصاديون أهمية المدخرات الوقائية منذ وقت مضى. تاريخيًا، أدرك الاقتصاديون الدافع الوقائي للادخار منذ الوقت الذي يسبق جون مينارد كينز. إضافةً لذلك، شدد ألفريد مارشال على أهمية الإدخار للتأمين ضد المخاطر المستقبلية، فقال « كان التبذير في الأوقات المبكرة إلى حد بعيد بسبب الرغبة في الأمن الذي يتمتع به أولئك الذين خصصوا احتياطًا للمستقبل».
لتعريف هذا المفهوم، يدخر الأفراد من دخلهم الحالي لتسهيل تيار الاستهلاك مع مرور الوقت. أُدركت أهمية المدخرات الوقائية عن طريق تأثيرها على الاستهلاك الحالي، إذ يؤجل الأفراد استهلاكهم الحالي ليتمكنوا من الحفاظ على مستوى الانتفاع من الاستهلاك في المستقبل في حال تدهور الدخل.
ومن الأمثلة على الأحداث التي خلقت الحاجة للمدخرات الوقائية هي المخاطر الصحية ومخاطر الأعمال والمصاريف الحتمية ومخاطر تغير دخل العمل والإدخار من أجل التقاعد وتعليم الأطفال.
ترتبط المدخرات الوقائية على نحو وثيق مع الاستثمارات، في حال لم تُستخدم المكتسبات لشراء البضائع والخدمات⸵ هناك احتمالية لاستثمار المدخرات الوقائية لإنشاء رأس مال ثابت وتحقيق نمو اقتصادي.
يختلف الإدخار الوقائي عن المدخرات الوقائية، يُعد الإدخار كمية متغيرة الانسياب، وتُقاس بوحدات العملة لكل وحدة زمن (مثل الدولار لكل عام). بالمقابل، تدل المدخرات على مخزون الأموال المتراكم المتواجد في فترة معينة من الزمن.
قد يؤدي معدل الإدخار الوقائي الأعلى إلى نمو أعلى في صافي أموال الفرد. 

## الإدخار الوقائي ودورة الحياة: فرضية الدخل الدائم
يُجسَد مستوى إدخار الفرد الوقائي كما تحدده مشكلة تعظيم المنفعة.
وأدرك فريدمان ذلك (1957)، يليه أندو وموديلياني (1963) وبيولي (1977) في عملهم الأساسي على فرضية الدخل الدائم.
وعلى هذا الأساس، تبني أهمية إطار دورة الحياة توزيعًا زمنيًا للمصادر بين الحاضر والمستقبل الغامض بهدف زيادة المنفعة. ويتخذ الأفراد العقلانيون قرارات متعاقبة لتحقيق هدف مستقبلي متين وثابت باستخدام المتاحات الحالية.
اقترح ويل (1993) نموذجًا بسيطًا متعدد الفترات لتحليل محددات الإدخار الوقائي. وأثبتت النتائج التحليلية وجود دافع الادخار الوقائي وارتباطه بمخاطر الدخل. وأثبتت المزيد من الأبحاث الموسعة وجود الدافع الوقائي للادخار ضمن إطار فرضية الدخل الدائم.

## عدم اليقين

### الدافع النظري
قدم ليلاند (1968) إطارًا تحليليًا بسيطًا مبنيًا على احتراز الأفراد تجاه المخاطر. ويعرّف الاقتصاديون هذا المفهوم كانخفاض مطلق في تجنب المخاطر مع المنفعة الحدية المحدبة (U"'>0). أثبت ليلاند أنه على الرغم من التغيرات الضئيلة في الدخل المستقبلي، يبقى الطلب على الادخار موجودًا.
أثبت الاقتصاديون حديثًا نتائج ليلاند المبكرة. إذ أثبت لوساردي (1998) أن البديهيات المشتقة من النماذج الاقتصادية دون الدافع الوقائي قد تكون مضللة بشكل كبير، حتى مع الشكوك الصغيرة.
سيأخذ إطار تحليلي مطور بشكل أكبر بعين الاعتبار تأثير مخاطر الدخل ومخاطر رأس المال على المدخرات الوقائية. ترفع المدخرات المتزايدة في الفترة الحالية من القيمة المتوقعة للاستهلاك المستقبلي. وبالتالي يتفاعل المستهلك مع ارتفاع مخاطر الدخل برفع مستوى الادخار.
يؤدي ازدياد الادخار أيضًا إلى زيادة الاختلاف (التباين) في الاستهلاك المستقبلي. ما يعطي بالمقابل دفعة لاتجاهين متعارضين من الدخل   وهما آثار الدخل والإبدال. وتجعل مخاطر رأس المال الأعلى المستهلك أقل ميولًا لتعريض مصادره للخسارة المستقبلية المحتملة، ويفرض ذلك تأثير إحلال إيجابي على الاستهلاك ( إحلال الاستهلاك في المستقبل محل اكتساب رأس المال في الفترة الحالية لتلافي خسارة رأس المال في المستقبل بسبب مخاطر رأس المال). يقابل ذلك قوة معاكسة، عندما تؤدي المخاطر الأكبر إلى ضرورة ادخار أكثر لحماية الشخص نفسه ضد مستويات الاستهلاك المستقبلي المنخفضة. يفسر ذلك تأثير الدخل السلبي على الاستهلاك.
قاد كيمبول خطوة للأمام (1990) وحدد خصائص «الحيطة». فحدد مقياس الحيطة المطلق كما في الصيغة q =-U'"/U"، ومؤشر الحيطة النسبي p=-wU"'/U" (ترمز U للمنفعة الحدية المحدبة). يقيس مؤشر الحيطة شدة الدافع الوقائي كما يقيس تجنب المخاطر شدة الرغبة في التأمين.

### المؤلفات التجريبية
تُظهر المؤلفات التجريبية دلائل مختلطة على أهمية الدافع الوقائي للادخار. تقترح المحاكيات الرقمية إمكانية الادخار الوقائي، والذي يتراوح بنسبة 20 إلى 60 من الادخار الكلي. أظهرت مساهمة تجريبية هامة أجراها برومبيرج (1956) أن المدخرات في الفترة الحالية وُجدت بأنها ذات أهمية إحصائية لسد الفجوة بين الدخل الحالي وأعلى دخل اكتُسب سابقًا. وبالتالي، يُعتبر الادخار سياجًا ضد تقلبات الدخل.
قاد أياغاري محاولة لتحديد كمية المخاطر غير الاعتيادية على الادخار (1994). قُدم النقص في سوق التأمين عن طريق تخمين عدد كبير من الأفراد ممن تلقوا صدمات دخل عمل غير اعتيادية ولا مؤمنة. ويبين هذا النموذج اختلاف معدل تفضيل وقت الأفراد عن معدل الفائدة في الأسواق. وأظهرت نتائج النموذج أن تغير المكتسبات أدى إلى معدل ادخار أقل. أيضًا، أصبح معدل الادخار أعلى بحدود 7% إلى 14% بزيادة تغير المكتسبات.
فسرت التحاليل أيضًا الحالة التي كان فيها معدل فائدة السوق أعلى من النسبة الذاتية لتفضيل الوقت، وقدمت دليلًا على أن الأفراد يؤجلون الاستهلاك ويدخرون بمراكمة مجموعة كبيرة من الأملاك. عندما يتساوى المعدلان تحسبًا لصدمة مترقبة في دخل العمل، يحتفظ الفرد العقلاني بمجموعة كبيرة من الأملاك لحصر مخاطر الدخل. تظهر الورقة البحثية تحليليًا أنه عندما يكون معدل الفائدة أقل من معدل تفضيل الوقت، يعمل الأفراد على جمع المدخرات.
اقترح داردانوني (1991) أن معدلات الادخار الوقائي المرتفعة ستكون غير محتملة الوقوع عندما يجب أن يأتي معظم الإدخار من قمة مقاييس النسبة المئوية لتوزيع الدخل، ومن الأمثلة على ذلك الأفراد الذين لا يُحتمل انخراطهم في الادخار الوقائي. استنتج برونينج ولوساردي (1996) بناءً على المؤلفات التجريبية أنه بينما يكون الدافع الوقائي مهمًا لبعض الأشخاص في بعض الأوقات، فإنه من غير المحتمل أن يكون كذلك لمعظم الأشخاص. بمعنى آخر، التباين في سلوك الاستهلاك والادخار للأفراد في الاقتصاد يجعل تحديد كمية الدافع الوقائي للادخار بدقة أمرًا صعبًا.
إضافة إلى ذلك، استُخدم تأمين دخل العمال الصناعيين المستقبلي ضد حوادث مكان العمل لاختبار تأثير التأمين على المدخرات الوقائية. أُجري ذلك على 7000 عائلة ممن لم يحصلوا أو لم يتمكنوا من الحصول على تغطية تأمينية شاملة ضد مخاطر حوادث مكان العمل، والتي تغطي الفترة 1917-1919. خفض العمال الصناعيون في ذلك الوقت استهلاك ادخارهم وتأمينهم بشكل كبير بنسبة تقريبية بلغت 25% عندما ارتفعت فوائد ما بعد الحوادث المتوقعة.
أظهر التحليل التالي والذي أجراه كازاروسيان (1997) باستخدام بيانات من الاستطلاع الطولاني الوطني، بأن مضاعفة الشك تزيد من نسبة الثروة للدخل الدائم بنسبة 29%. بالإضافة لذلك، أظهرت الاستطلاعات أن أغلب الأمريكيين يرغبون بالمدخرات الوقائية بنسبة 8% من صافي الممتلكات و20% من المجموع الكلي للثروة المالية.
أخذت مؤلفات جديدة بعين الاعتبار إمداد العمل الوقائي، وهو جزء من المدخرات الوقائية، بسبب ارتفاع جودة البيانات المتعلقة بساعات العمل. تدعم النتائج الادخار الوقائي البسيط، والذي يلائم ذوي المهن الحرة بشكل خاص. إذا واجه ذوي المهنة الحرة نفس مخاطر الأجرة كالعمال المدنيين، ستُخفض ساعات عملهم بنسبة 4.5%.

## سياق الاقتصاد الشامل
ركز العمل التجريبي غالبًا على ممثلات محددات الفرد في الادخار الوقائي. ركزت الأعمال حديثًا على أهمية أبعاد الوقت. ومن هذه الفكرة، فإن الشك بشأن دخل الأسر المستقبلي المتوقع، بسبب البطالة المتوقعة، يقوي من الدافع الوقائي للادخار وبالتالي يقلل من مصاريف الاستهلاك (ثبات باقي العوامل). بالمقابل فإن ذلك يبرر فكرة أن الادخار الوقائي قد يكون جزءًا من تفسير سبب تدهور الاستهلاك الكبير، والذي يتوقع ارتفاع كبير في البطالة كاستجابة للصدمات الخارجية للاقتصاد.
في سياق دورات العمل، أظهر تشالي وراغوت (2010) أن صدمات إنتاجية العمل تؤثر على حوافز الشركات لخلق الوظائف وبالتالي مدة نوبة البطالة المتوقعة. عندما يتأمن العمال الموظفون بشكل غير كامل ضد حدوث نوبات مماثلة، فإنهم يدخرون الأموال لأغراض التأمين. علاوة على ذلك، يُعزز الدافع الوقائي للادخار أثناء أوقات الركود، مؤديًا إلى ارتفاع مجموع الإدخار وهبوط مجموع الاستهلاك، ما يؤثر بالمقابل على انتشار الصدمات في الاقتصاد.
تتبع الجهات السيادية نفس السلوك بتجميع الاحتياطات لأهداف الإدخار، وليس فقط الأفراد. ارتفعت معدلات ادخار الاقتصادات البارزة سريعة النمو مع مرور الوقت، مما أدى إلى تدفقات مفاجئة «ضد التيار» في رأس المال من الدول المتطورة إلى الغنية. طورت كارول وجيني (2009) نموذجًا لاختبار العلاقة بين تطور الاقتصاد ومجموع المدخرات وتدفقات رأس المال. تمكن النموذج من إثبات الدافع الوقائي للاحتياطات المتراكمة للجهات السيادية (كنسبة لإجمالي الناتج المحلي) كاستجابة للاختلالات العالمية.